# Action painting

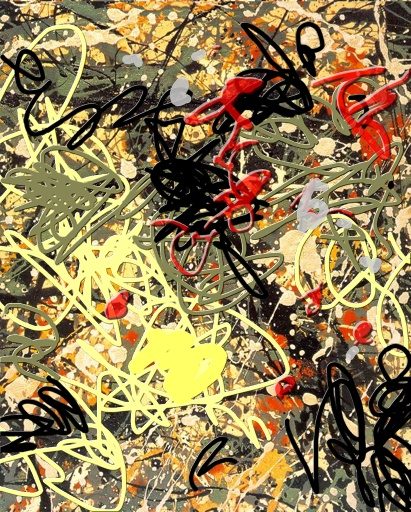
Exempel på action painting.

Action painting är en målerimetod som växte fram under 1940-talet, hade sitt publika genombrott i USA på 1950-talet och som innebär att färgen droppas, stänks eller kastas på duken. Tekniken användes inom den abstrakta expressionismen, och uppstod som en vidareutveckling av dess reaktion mot det geometriskt lagbundna abstrakta måleriet.
Beteckningen "action painting" myntades 1952 av konstkritikern Harold Rosenberg, som menade att på det sätt som konstnärens spontana kreativitet här fick fritt spelrum, blev själva handlingen i skapandet viktigare än konstverket.
Action painting är till stor del synonym med den abstrakta expressionismens gestural painting, även kallad gestural abstraction, vars främsta företrädare inkluderade Jackson Pollock, Willem de Kooning, Lee Krasner, Franz Kline, Robert Motherwell och Mark Tobey.
Inom den abstrakta expressionismen var Lee Krasner och Hans Hofmann bland de första att använda sig av action painting. Jackson Pollock hade introducerats till liknande tekniker redan 1936, av den mexikanske muralisten David Alfaro Siqueiros vid en experimentell workshop i New York, men tog upp inte riktigt upp tekniken förrän 1947. Han vidareutvecklade den och kom att bli förgrundsgestalt för action painting-stilen.
I Frankrike används benämningen tachism (av tache ”fläck”) och där har bland andra  Jean Fautrier, Wols, Georges Mathieu och Jean Dubuffet hört till riktningens ledande företrädare.